# Aythya novaeseelandiae
La moretta di Nuova Zelanda,  moretta della Nuova Zelanda o moretta neozelandese,  (Aythya novaeseelandiae (J.F.Gmelin, 1789)) è un uccello della famiglia Anatidae, endemico della Nuova Zelanda.